# Дудник, Андрей Николаевич
Андре́й Никола́евич Ду́дник (род. 2 мая 1981) — российский футболист, полузащитник.

## Карьера
Воспитанник новороссийской ДЮСШ «Черноморец». В 2000 году играл в дубле «Черноморца» во Втором дивизионе. В 2001 году провёл единственный матч в Высшем дивизионе 16 сентября против московского «Торпедо» (1:3), заменив на 70-й минуте Александра Кирюхина. Сыграл 30 матчей в турнире дублёров. В 2002 году перешёл в КАМАЗ. Перед началом сезона-2003 подписал контракт с тольяттинской «Ладой», с которой дошёл до полуфинала Кубка России. Следующие полтора года защищал цвета «Алнаса», после чего завершил профессиональную карьеру.